# Trichostomum bellii
Trichostomum bellii är en bladmossart som beskrevs av Edwin Bunting Bartram 1955. Trichostomum bellii ingår i släktet lansettmossor, och familjen Pottiaceae. Inga underarter finns listade i Catalogue of Life.